# Bagon
Bagon is een bestuurslaag in het regentschap Jember van de provincie Oost-Java, Indonesië. Bagon telt 5537 inwoners (volkstelling 2010).